# Onda de Love

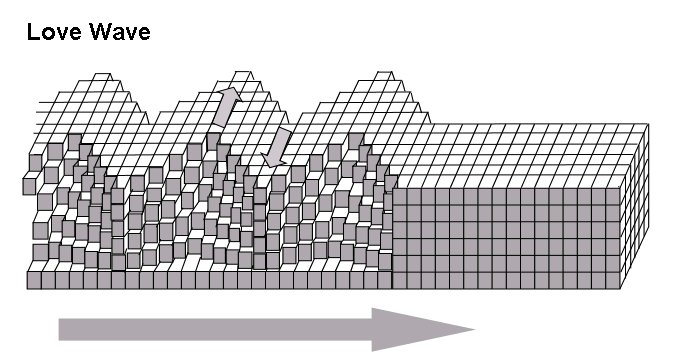
As partículas vibram perpendicularmente à direção de propagação e a amplitude decai com a profundidade.

Na elastodinâmica, as ondas de Love, nomeadas em homenagem a Augustus Edward Hough Love, são ondas de superfície polarizadas horizontalmente. A onda de Love é o resultado da interferência de muitas ondas de cisalhamento (ondas S), guiadas por uma camada elástica, que é soldada a um meio espaço elástico de um lado, ao mesmo tempo que limita o vácuo do outro lado.
Em sismologia, ondas de Love (também conhecidas como ondas Q [Quer: alemão para lateral]) são ondas sísmicas superficiais que causam deslocamento horizontal da Terra durante um terremoto. Augustus E. H. Love previu matematicamente a existência desse tipo de onda em 1911.

## Teoria básica
A conservação do momento linear de um material elástico linear pode ser escrita como
{\displaystyle {\boldsymbol {\nabla }}\cdot ({\mathsf {C}}:{\boldsymbol {\nabla }}\mathbf {u} )=\rho ~{\ddot {\mathbf {u} }}}
Onde {\displaystyle \mathbf {u} } é o vetor de deslocamento e {\displaystyle {\mathsf {C}}} é o tensor de rigidez. As ondas de Love são uma solução especial ({\displaystyle \mathbf {u} }) que satisfazem este sistema de equações. Normalmente usamos um sistema de coordenadas cartesianas ({\displaystyle x,y,z}) para descrever as ondas de Love.
Considere um meio elástico linear isotrópico no qual as propriedades elásticas são funções apenas da coordenada {\displaystyle z}, isto é, os parâmetros de Lamé e a densidade de massa podem ser expressos como {\displaystyle \lambda (z),\mu (z),\rho (z)}.  Deslocamentos {\displaystyle (u,v,w)} produzidos pelas ondas de Love em função do tempo ({\displaystyle t}) têm a forma
{\displaystyle u(x,y,z,t)=0~,~~v(x,y,z,t)={\hat {v}}(x,z,t)~,~~w(x,y,z,t)=0\,.}
Estas são, portanto, ondas de cisalhamento antiplano perpendiculares ao plano {\displaystyle (x,z)}. A função {\displaystyle {\hat {v}}(x,z,t)} pode ser expressa como a superposição de ondas harmônicas com números de onda variáveis ({\displaystyle k}) e freqüências ({\displaystyle \omega }). Vamos considerar uma única onda harmônica, ou seja,
{\displaystyle {\hat {v}}(x,z,t)=V(k,z,\omega )\,\exp[i(kx-\omega t)]}
onde {\displaystyle i={\sqrt {-1}}}. Os estresses causados por esses deslocamentos são
{\displaystyle \sigma _{xx}=0~,~~\sigma _{yy}=0~,~~\sigma _{zz}=0~,~~\tau _{zx}=0~,~~\tau _{yz}=\mu (z)\,{\frac {dV}{dz}}\,\exp[i(kx-\omega t)]~,~~\tau _{xy}=ik\mu (z)V(k,z,\omega )\,\exp[i(kx-\omega t)]\,.}
Se substituirmos os deslocamentos assumidos nas equações para a conservação do momento, obtemos uma equação simplificada
{\displaystyle {\frac {d}{dz}}\left[\mu (z)\,{\frac {dV}{dz}}\right]=[k^{2}\,\mu (z)-\omega ^{2}\,\rho (z)]\,V(k,z,\omega )\,.}
As condições de contorno para uma onda de Love são que as trações de superfície na superfície livre {\displaystyle (z=0)} devem ser zero.
Outro requisito é que o componente de tensão {\displaystyle \tau _{yz}} em um meio de camada deve ser contínuo nas interfaces das camadas. Para converter a equação diferencial de segunda ordem em {\displaystyle V} em duas equações de primeira ordem, expressamos este componente de tensão na forma
{\displaystyle \tau _{yz}=T(k,z,\omega )\,\exp[i(kx-\omega t)]}
para obter a primeira ordem de conservação de equações de momentum
{\displaystyle {\frac {d}{dz}}{\begin{bmatrix}V\\T\end{bmatrix}}={\begin{bmatrix}0&1/\mu (z)\\k^{2}\,\mu (z)-\omega ^{2}\,\rho (z)&0\end{bmatrix}}{\begin{bmatrix}V\\T\end{bmatrix}}\,.}
As equações acima descrevem um problema de autovalor cuja solução em autofunções pode ser encontrada por um número de métodos numéricos. Outra abordagem comum e poderosa é o método da matriz propagadora (também chamado de abordagem matricial), cujo problema de autofunções pode ser encontrado para um certo número de métodos numéricos.